# Brewster XA-32
Brewster XA-32 là một loại máy bay cường kích của Hoa Kỳ.

## Tính năng kỹ chiến thuật (XA-32)
Dữ liệu lấy từ 
Đặc điểm tổng quát
- Kíp lái: 1
- Chiều dài: 40 ft 7 in ()
- Sải cánh: 45 ft 1 in ()
- Chiều cao:  ()
- Động cơ: 1 × Pratt & Whitney R-2800-37, 2.100 hp ()
- Trọng lượng – Xấp xỉ 13.500 lb.

 Hiệu suất bay 
- Vận tốc cực đại: 311 mph
- Vận tốc hành trình: 196 mph
- Tầm bay: 500 dặm ()

Trang bị vũ khí

- 8 x súng máy.50-cal.
- 3.000 lbs. bom